# Stichting Industrieel Erfgoed Meierij
Stichting Industrieel Erfgoed Meierij (SIEMei) is een museum in de plaats Veghel in de Nederlandse provincie Noord-Brabant. Het museum werd in 2009 opgericht en is gevestigd op de Noordkade. Daar bevinden zich de voormalige fabriekshallen van de Noordbrabantse Christelijke Boerenbond (NCB) en Coöperatieve Handelsvereniging (CHV). Deze grote landbouwindustrieën vestigden zich begin twintigste eeuw in het tot dan toe nog overwegend agrarische dorp Veghel. Wegens de vestiging van voedings- en mengvoederindustrieën werd Veghel rond de eeuwwisseling een van de grootste industrieplaatsen van de Meierij en kende een afwijkende ontwikkeling ten opzichte van de omliggende plattelandsdorpen. Wegens de ontwikkelingen in de landbouw veranderde de sterk agrarisch getinte industrie te Veghel in de loop der jaren. In 2003 verplaatste de Cehave haar activiteiten naar het nieuwe industrieterrein Poort van Veghel. Met het vertrek van de CHV kwam in het centrum aan de Oude Haven een groot terrein beschikbaar. Dit terrein heeft een herbestemming gekregen als cultuurcluster, en is vol in ontwikkeling. In het voormalig perrongedeelte met bordes heeft het museum een onderkomen gevonden.

## Collectie
Het museum besteedt aandacht aan bedrijven die zijn voortgekomen uit de industriële Meierij. De twee pronkstukken van het museum zijn momenteel de zelfbouw lintzaagmachine en houtdraaibank van Bert van de Ven, grondlegger van Bouwbedrijf Van de Ven. Het museum richt zich op interactie met de bezoeker via een echt bewegende werkplaats. Daarnaast zijn er themaruimtes en in de ontvangstruimte worden bezoekers geïnformeerd over de technische ontwikkelingen van de afgelopen eeuw. Het museum bevat niet enkel een gevarieerd aanbod aan machines, maar ook authentieke voorwerpen uit het industriële, agrarische en culturele Meierijse leven van de afgelopen eeuw.